# Науково-технічна бібліотека Івано-Франківського Національного технічного університету нафти і газу
Науко́во-техні́чна бібліоте́ка Іва́но-Франкі́вського Націона́льного техні́чного університе́ту на́фти і га́зу — культурно-освітня установа. Це обласний методичний центр бібліотек вищих навчальних закладів освіти III-IV рівнів акредитації.
Бібліотека заснована в 1960 році, при новоствореному інституті нафти і газу. Перші книги, в кількості 1062 примірників, були передані Львівським політехнічним інститутом.
З січня 2019р. колектив Науково-технічної бібліотеки ІФНТУНГ очолив директор Пуйда Роман Богданович, доктор історичних наук, професор кафедри суспільних наук, Голова обласного методичного об'єднання бібліотек закладів вищої освіти м.Івано-Франківська.

## Структура
Бібліотека розташована в окремій триповерховій будівлі, площею 6800 м². В структурі бібліотеки — 3 відділи:
- обслуговування користувачів;
- бібліогафії та організації фондів;
- інформаційних технологій.

Також в приміщенні бібліотеки знаходиться комп'ютерний клас ФТЛ.

### Фонд бібліотеки
Бібліотечний фонд нараховує більше 1 млн. 200 тис. документів, в т.ч. наукової літератури — понад 187 тисяч примірників, навчальної — 286 тисяч.
Цінне надбання бібліотеки — фонд рідкісних видань (понад 2800), деякі з них датовані 19 ст., переважно на тему геології.
Щорічно фонд бібліотеки поновлюється більш ніж на 30 тисяч примірників. Фонд формується відповідно до профілю університету, — в першу чергу комплектується книгами дисциплін кафедр найменш забезпечених літературою та забезпеченню кафедр навчальною літературою українською мовою.

## Діяльність
Головна функція бібліотеки – інформаційне забезпечення навчального процесу та наукової діяльності вузу.
З 2003 року пріоритетним напрямом у роботі бібліотеки стає створення база даних автоматизованої бібліотечної інформаційної системи бібліотеки на основі програмного забезпечення «УФД Бібліотека». Встановлено 10 комп’ютерів, які об’єднані в локальну мережу та підключені до мережі університету.
Сьогодні база даних нараховує понад 25 тис. назв документів в електронному каталозі книг та статей.